# Obrubljena čančara
Obrubljena čančara (lat. Testudo marginata) vrsta je kornjače iz porodice Testudinidae. Endemična je u Grčkoj, Italiji i Balkanskom području, to jest pripada Južnoj Europi. Najveća je europska kornjača. Obrubljena čančara je biljojed i hibernira tijekom zime.

## Taksonomija
Obrubljenu čančaru prvi je put službeno opisao njemački prirodoslovac Johann David Schoepff 1789. godine; specifični epitet marginata izravna je derivacija latinskog naziva za 'specifičnu i naglašenu struktura nekog reljefa'. Pri čemu je naravno riječ o izgledu pločastog oklopa same životinje, koji je na rubovima naglašeno izražen. 
Podvrsta joj je grčka obrubljena čančara, Testudo marginata marginata. A uz nju imenovane su i tri dodatne podvrste obrubljenih čančara.
Sardinijska obrubljena čančara (T. m. sarda) je naziv kojim se izdvaja ovo reptilsko stanovništvo na otoku Sardinije. Ove čančare imaju manje savijene pločice na stražnjem dijelu oklopa, a stražnji dio oklopa gotovo je gladak u usporedbi s T. m. marginata kojima oklop ima pilasti oblik. S jasno vidljivim razlikama prema morfologiji i potpuno alopatričan, ali ne može se razlikovati analizom sekvence mtDNA citokroma i nDNA ISSR. Nema dokumentacije o razvrstavanju ove vrste te možemo zaključiti da je geografski izoliranija reptilska populacija Sardinije sasvim nedavnog podrijetla.
Odista, čini se da potječe od planiranog unošenja od strane ljudi. Iako nije jasno je li se to dogodilo u prapovijesti ili u novije vrijeme, to bi se moglo riješiti datiranjem subfosilnih ostataka. Evolucija sekvenci u mtDNA odvija se mnogo sporije u ovim kornjačama kopnicama i vodenim kornjačama nego u drugima; stopa mitohondrijskog 12S rRNA gena u Testudu je prilično niska 1,0 – 1,6 % na milijun godina (što najbolje opisuje njihovu paleobiogeografsku situaciju), ograničavajući rezoluciju pružanu od molekularnih sistematika.
Izumrla podvrsta pod nazivom T. m. cretensis održavala se na Kreti prije kraja posljednjeg ledenog doba, vjerojatno je bila veća od sadašnjih kopnenih kornjača toga područja. Međutim, brojni dodatno pronađeni fosili su opovrgli validnost ove podvrste.
Populacija malih, svijetlo obojenih obrubljenih čančara postoji na jugozapadnoj obali Peloponeza, između Kalamate, južno od Stoupe. Takozvana "patuljasta obrubljena čančara" imenovana je novom vrstom Testudo weissingeri, ali filogenetski nema razlika u prepoznatljivosti. Za razliku od populacije s Sardinije, zauzima izuzetno ograničeno područje s vrlo suhim staništem, a njezine apomorfije čine se povezane s tim. Razmatrajući klimatske promjene povezane s ledenim dobom i promjene razine mora, ova populacija vjerojatno nije starija od nekoliko tisuća godina; budući da nije geografski izolirana, trebala bi se smatrati lokalnom formom, čak ni podvrstom T. m. weissingeri. Zanimljivo je da se slična situacija može uočiti i kod čančara koje žive na istom području.
Testudo marginata također je blisko povezana s grčkom ili običnom čančarom (Testudo graeca). Obe imaju vrlo slične tjelesne karakteristike - izdužene oklope, velike ljuske na prednjim nogama, velike tvrde površine glave i stožaste pločice na gornjim bedrima, tvrde površine repa, pomične ploče na trbuhu i nedostatak bodlji na repu. Pretpostavlja se da se Testudo marginata razdvojila od pretka Testudo graeca, te se kao populacija prilagodila životu u planinskim područjima. Dokaz tome jest široko geografsko područje i izuzetno veliki broj podvrsta Testudo graeca, uključujući podvrstu u Turskoj s jako savijenim pločicama oklopa, poput obrubljene čančare. S druge strane, Testudo marginata, unatoč dvijema podvrstama, predstavlja mnogo ujednačeniji izgled, što ukazuje na raniju pojavu u evolucijskoj povijesti. U zarobljeništvu se ove dvije vrste često križaju, no to bi trebalo izbjegavati.
Prema podacima sekvenciranja DNK iz 2005. godine. Ove vrste se ne križaju u divljini u značajnoj mjeri, iako su očito vrlo bliski srodnici, te kako pokazuje morfologija, još uvijek dolazi do nekog protoka alela, ali sporije. Egipatskačančara čini se da predstavlja liniju koja se odvojila od istog pretka prema jugu u sjeveroistočnu Afriku otprilike u isto vrijeme kada su se pretci obrubljene čančare razdvojili u Grčkoj. Ove dvije vrste zapravo su međusobno sličnije prema podacima sekvenciranja DNK nego u usporedbi s T. graeca, ali uzimajući u obzir biogeografiju, ovo je zbog (prilično malo vjerojatnog) rasprostiranja preko Sredozemlja, to jest pretpostavljeno je da im "klad" nije valjan te da im je sličnost zbog konvergentne evolucije.

## Opis
Obrubljena čančara je najveća europska kornjača, koja doseže težinu do 5 kg i duljinu od 35 cm. Njihov oklop je izdužen i ima značajnu debljinu oko sredine tijela. Stražnji dio oklopa ima oblik nalik pile, izbočen poput zvona. Oklop odraslog primjerka gotovo je potpuno crn, s žutim naglascima. Donji dio oklopa je svjetlije boje i ima parove trokutastih obilježja s vrhovima okrenutim prema stražnjem dijelu životinje. Prednje strane udova prekrivene su velikim pločastim ljuskama. Kod starih ženki, stražnji pokrovi donje strane njezinih oklopa donekle se mogu pomicati. Rep je značajan po uzdužnom obilježju i zbog nepodijeljenog oklopa iznad repa. Mužjak ima duži rep, koji je deblji u bazi od repa ženke. Donja strana je izraženije udubljena. Mužjaci su često i veći od ženki. Ženke polažu svoja jaja s tvrdom ljuskom u tlo tijekom svibnja i lipnja.
Prirodni raspon obrubljene čančare je južna Grčka, od Peloponeza do planine Olimp. Također se nalaze u izoliranim područjima Hrvatske, Bosne i Hercegovine, Sjeverne Makedonije, Srbije, Slovenije i Italije, te sjeveroistočnoj Sardiniji.
Obrubljena čančara živi u planinskim područjima više nego čančara. Može se naći na visinama do 1600 m. Crna boja oklopa im pomaže u preživljavanju u ovom okruženju jer omogućuje kornjačama da brzo apsorbiraju veliku količinu topline, pomažući im da održe svoju tjelesnu temperaturu. Rano ujutro se obrubljene čančare sunčaju kako bi podigle svoju tjelesnu temperaturu, a zatim traže hranu. Nakon hranjenja, obrubljene čančare se vraćaju u svoja skloništa tijekom vrućih podnevnih sati, da bi se opet izlagale suncu u kasno popodne.

## Ponašanje
Obrubljene čančare prilično su mirne i opuštene, iako u divljini mogu biti donekle teritorijalne. Imaju kontrolirani temperament i općenito se sporo ljute. Međutim, ako im se u zarobljeništvu ne pruži odgovarajuća prehrana, postat će prilično agresivne i mogu napasti nekoga greškom ako se osjećaju ugroženo.

### Dijeta
Obrubljene čančare su biljojedi, njihova prehrana se sastoji uglavnom od biljaka iz njihovog autohtonog mediteranskog područja. U to spadaju maslačci, uskolisni i širokolisni trpuci, djetelina, sljez, slak (umjereno), cvijet i list hibiskusa, cvijet tikvice (umjereno), maćuhica, ljubičice, listovi ruže, listovi jorgovana, trubasti jasmin i njegovo lišće, jaglac, opuncija, gorki radić, obični matovilac (umjereno), murva (dud), čuvarkuća (umjereno), list vinove loze (umjereno), petunija, smilje, zdrobljeni puževi, pustinjska ruža, afrička ljubičica, bromelije, zelenkasta lesandra, zijevalica, astilbe, ječam ozimac, primog, monarda, obični ostak, nephrolepis, čapljan, zvončić, šaš, mačji repak, jastrebljak, hutujnija, atlasov cvijet, sobna metvica, različak, djevojačko oko, paprika (rijetko), poljski osjak, pšenica, obična trava, kufeja, kopriva, ukrasna kopriva i pustinjska vrba.[nedostaje izvor]

### Reprodukcija
Neposredno nakon buđenja iz hibernacije, počinje nagon za parenjem. Mužjaci prate ženke s velikim interesom, okružuju ih, grizu ih za udove, nabijaju se na njih i pokušavaju se spariti. Tijekom kopulacije, mužjak otvara usta, pokazuje svoj crveni jezik i ispušta glasne krikove. Ton kopulacijskog krika gotovo je jecajući s dugim, dubokim tonovima, za razliku od obične čančare, koja koristi znatno viši, piskutavi zvuk.
Tijekom parenja, ženka stoji mirno i okreće glavu na stranu, gledajući prema gore kako bi vidjela otvorena usta mužjaka. Čini se da crveni jezik služi signalnoj funkciji. Ženka pomiče glavu s lijeva na desno u ritmu mužjakovih krikova.
Nakon toga, ženka traži odgovarajuće mjesto za polaganje jaja. Kada pronađe takvo mjesto, ženka stoji mirno, čvrsto oslanjajući oba prednja stopala na tlo. Zatim kopka rupu svojim stražnjim nogama, izmjenjujući lijevu i desnu, počevši jednostavno grebati tlo, ali na kraju premeštajući velike količine zemlje koje se nagomilavaju pored rupe. Dubina rupe određena je duljinom njezinih stražnjih nogu. Ako je tlo preteško za kopanje, ženka oslobađa vodu iz svoje analne žlijezde kako bi ga omekšala.
Kada je rupa iskopana, započinje polaganje jaja obrubljene čančare. Svako jaje nježno ploaže u rupu. Nakon posljednjeg jajeta, ženka odmah počinje ponovno puniti rupu zemljom, ponovno koristeći svoje stražnje noge. Naposljetku, utisne zemlju svojim nogama tako da tlo ponovno dobije svoju prirodnu tvrdoću. Veće životinje mogu polagati jaja čak tri puta tijekom ljeta, s otprilike 15 jaja po leglu.
Razdoblje inkubacije u prosjeku traje oko 100 dana pod prirodnim uvjetima, što je relativno kratko s obzirom na ostale vrste kornjača. Mnoge tropske kornjače imaju razdoblja inkubacije do 200 dana. Relativno kratko vrijeme prilagodba je suptropsko-mediteranskoj klimi gdje ljeto nije tako dugo. U inkubatoru, ovo vrijeme je primjetno kraće: s temperaturom inkubacije od 31,5 °C jaja će početi izlaziti iz inkubacije nakon 60 dana.
Za razliku od jaja ptica, žumanjak i bjelančevina jaja gmazova nije odvojena membranom. Nakon nekoliko dana, teške komponente žumanjka tonu prema dnu jajeta. Na vrhu toga pluta embrionalni disk, okružen bjelančevinom, tako da se jaja kornjača ne mogu okretati nakon što se žumanjak slegne, bez oštećenja ili uništenja embrija.
Moguće je golim okom vidjeti razvijaju li se jaja zdravo. Svježe položena jaja imaju sivobijelu boju. Malo nakon toga, na najvišoj točki jaja formira se svijetlo bijela točka. Ta točka postupno raste dok cijelo jaje ne postane svijetlo bijelo.
Nakon što se embrij potpuno razvio u jajetu, mlada životinja lomi ljusku svojim jajnim zubom iznutra, stvarajući mali otvor, te prvi put napuni pluća zrakom. Zatim se povuče natrag u jaje i trga ljusku svojim kljunom dok je potpuno ne otvori. U prirodi, životinja ostaje ispod zemlje dva tjedna, gdje je sigurna od grabežljivaca, i gdje joj je omogućen rast, budući da je hrane ostaci tekućine žumanjka. Mlade životinje vode oprezan i skriven život, obično ostajući u hladu. Izbjegavaju puno sunčevu svjetlost zbog velike opasnosti od pregrijavanja.

Obrubljene čančare brzo rastu. U idealnom staništu ili uz dobru brigu, nakupe 100 – 500 grama godišnje. Ovaj brzi tempo rasta traje tijekom njihove mladosti. Nakon dvadesete godine života, daljnji rast je minimalan. Prema najboljim procjenama znanstvenika, mogu živjeti između 100 i 140 godina.
- Parenje dvije obrubljene čančare
- Izgradnja jazbine za gnijezdo
- Iskopana jazbina
- Polaganje jaja unutar jazbine

- Nakon izlaska iz jajeta
- Ljuske jaja
- T. marginata mladunče

## Galerija
- Mužjak T. marginata marginata, prepoznatljiv po dugom repu sa širokom bazom
- Ženka T. marginatasa širokim rubom oklopa: kloakalni otvor vidljiv je na repu.
- Mladunac T. marginata na leđima
- Stara T. m. sarda
- T. marginata
- Grčka čančara,T. graeca
- Hibrid,T. marginata × T. graeca(otac × majka)

## Poveznice
1. ↑  Fritz Uwe; Peter Havaš. 2007. Checklist of Chelonians of the World. Vertebrate Zoology. 57 (2): 302–303. doi:10.3897/vz.57.e30895. S2CID 87809001
2. ↑  Hrvatska enciklopedija (čančare). Pristupljeno 29. prosinca 2023.
3. 1 2 3  Fritz et al. (2005)
4. ↑  Avise et al. (1992)
5. ↑  van der Kuyl et al. (2002)
6. ↑  Georgalis et al. (2013)
7. ↑  The fossil record of turtles from the Pleistocene of Crete (Greece). Comptes Rendus Palevol (engleski). 21 (35): 771–799. 2022
8. ↑  Fritz et al. (2006)